# Quentin Tarantino's Once Upon a Time in Hollywood (Original Motion Picture Soundtrack)
| Recensione | Giudizio |
| ---------- | -------- |
| AllMusic   |          |

Quentin Tarantino's Once Upon a Time in Hollywood (Original Motion Picture Soundtrack) (reso graficamente Quentin Tarantino's Once Upon a Time in... Hollywood (Original Motion Picture Soundtrack)) è la colonna sonora del film C'era una volta a... Hollywood, pubblicata il 26 luglio 2019 dalla Columbia Records.

## Tracce
1. Roy Head & The Traits – Treat Her Right – 2:05 (Roy Kent Head, Gene Krutz)
2. The Bob Seger System – Ramblin' Gamblin' Man – 2:23 (Robert Seger)
3. Deep Purple – Hush – 4:08 (Joe South)
4. Mug Root Beer Advertisement – 0:09
5. The Village Callers – Hector – 2:32 (Joe Espinosa, John Gonzalez)
6. Buchanan Brothers – Son of a Lovin' Man – 2:57 (Terry Cashman, Gene Pistilli, Tommy West)
7. Chad & Jeremy – Paxton Quigley's Had The Course (from the MGM film Three in the Attic) – 3:17 (Chad Stuart, Jeremy Clide)
8. Tanya's Tanning Butter Advertisement – 1:07
9. Paul Revere & the Raiders – Good Thing – 3:02 (Terrence Paul Melcher, Mark A. Lindsay)
10. Paul Revere & the Raiders – Hungry – 2:54 (Barry Mann, Cynthia Weil)
11. The Box Tops – Choo Choo Train – 2:50 (Donnald Fritts, Eddie Hinton)
12. Mitch Ryder & The Detroit Wheels – Jenny Take a Ride – 3:36 (musica: Bob Crewe, Enotris Johnson, Richard Penniman)
13. Deep Purple – Kentucky Woman – 4:45 (Neil Diamond)
14. Buffy Sainte-Marie – The Circle Game – 3:01 (Joni Mitchell)
15. Simon & Garfunkel – Mrs. Robinson – 3:36
16. Numero Uno Cologne Advertisement – 0:50
17. Los Bravos – Bring a Little Lovin' – 2:17 (Harry Vanda, George Young)
18. Suddenly / Heaven Sent Advertisement – 1:00 (E. Weed)
19. Vagabond High School Reunion – 0:20
20. KHJ Los Angeles Weather Report – 0:10
21. The Illustrated Man Advertisement / Ready For Action – 0:30 (Syd Dale)
22. Dee Clark – Hey Little Girl – 2:15 (Otis Blackwell, Bobby Stevenson)
23. Summer Blonde Advertisement – 1:15
24. Neil Diamond – Brother Love's Traveling Salvation Show – 3:28 (Neil Diamond)
25. Robert Corff – Don't Chase Me Around (from the MGM film GAS-S-S-S) – 1:46 (Barry Melto)
26. Paul Revere & the Raiders – Mr. Sun, Mr. Moon (feat. Mark Lindsay) – 2:45 (Mark Lindsay)
27. José Feliciano – California Dreamin' – 4:10 (John Phillips, Michelle Phillips)
28. I Cantori Moderni di Alessandroni – Dinamite Jim (English Version) – 2:27 (Nico Fidenco, Giuseppe Cassia) – dalla colonna sonora di Dinamite Jim
29. Vanilla Fudge – You Keep Me Hangin' On (Quentin Tarantino Edit) – 5:00 (Lamont Dozier, Brian Holland, Edward Holland Jr.)
30. Miss Lilly Langtry (Cue from The Life and Times of Judge Toy Bean) – 3:13 (Maurice Jarre)
31. KHJ Batman Promotion – 1:06 – contiene parte della colonna sonora del film Batman, composta da Danny Elfman

## Formazione
- Quentin Tarantino – produzione, direzione artistica
- Holly Adams West – produzione, direzione artistica
- Mary Ramos – supervisore musicale
- Shannon McIntosh – produzione esecutiva
- David Heyman – produzione esecutiva
- Jim Schultz – ingegneria del suono, montaggio digitale
- Patricia Sullivan – mastering
- Frank Maddocks – direzione artistica, grafica
- Andrew Cooper – fotografia